# Alun Be
 (juillet 2018).
Si vous disposez d'ouvrages ou d'articles de référence ou si vous connaissez des sites web de qualité traitant du thème abordé ici, merci de compléter l'article en donnant les références utiles à sa vérifiabilité et en les liant à la section « Notes et références ».
Alun Be, de son vrai nom Alioune Ba, est un photographe et architecte franco-sénégalais, né le 17 avril 1981 à Dakar, d'un père sénégalais et d'une mère guinéenne,,,.

## Biographie
Né à Dakar en 1981, Alun a grandi à Abidjan avant de poursuivre ses études aux États-Unis.
Il vit et travaille entre le Sénégal, la France et les États-Unis. Photographe autodidacte, architecte de formation, en 2015, sa série Empowering Women est montrée au public lors de l'Exposition Universelle de Milan. Ce premier temps d’exposition lui a ouvert depuis de nombreuses portes avec notamment un passage en 2016 à la Biennale de Dakar ou encore en 2017 au Lagos Photo (en). Cette photographie de super héroïne futuriste était d’ailleurs l’affiche officielle de l’édition.
Avec une éducation influencée par l'Afrique de l'Ouest, la France et les États-Unis, il maîtrise le wolof, le français, l'anglais et l'italien. Musicien polyvalent, il joue de plusieurs instruments (guitare, basse, batterie, harmonica, percussions, clavier, et récemment de la kora) et compose également.
Architecte de formation, il s'est tourné progressivement vers la photographie, sa profession actuelle, tout en nourrissant une passion pour la musique qu’il pratique assidûment. Il se produit en public, collabore avec d'autres artistes et dispose de plusieurs titres sur des plateformes comme YouTube, Apple Music, Deezer et Spotify.
Alun cherche à créer des ponts entre les cultures, à fusionner les éléments plutôt qu’à les séparer. Par cette démarche, il se défait des étiquettes, telles que celle d’artiste ou de photographe africain, et met de l'amour dans chacune de ses créations, en touchant profondément ceux qui rencontrent son travail.[réf. nécessaire]